# Jerzy Grohman
Jerzy Grohman (ur. 1922 w Łodzi, zm. 22 maja 2017 w Warszawie) – polski ekonomista i polityk, wnuk Ludwika Grohmana i syn Leona Grohmana – fabrykantów łódzkich oraz syn aktorki Aliny Gryficz-Mielewskiej, laureat Nagrody Kisiela w 1991, skarbnik Ruchu Stu, kandydat do Sejmu z listy AWS w wyborach parlamentarnych w 1997.
W młodości ukończył naukę w Prywatnym Gimnazjum Męskim Aleksego Zimowskiego w Łodzi. Podczas II wojny światowej odrzucił możliwość przyjęcia obywatelstwa niemieckiego i z tego powodu zmuszony do opuszczenia Łodzi; cały 1940 spędził w Krośnie, z którego następnie wyjechał do Krakowa. Ukończył studia na Wydziale Ekonomiczno-Socjologicznym Uniwersytetu Łódzkiego, uzyskując tytuł magistra ekonomii. Był współwłaścicielem przedsiębiorstw w Wałbrzychu i Zgierzu.
Przez szereg lat piastował wiele funkcji: dyrektor zarządu głównego Stowarzyszenia Księgowych w Polsce, główny księgowy Związku Kompozytorów w Warszawie, prezes zarządu Niezależnego Instytutu Wydawniczego – wydawcę m.in. Nowego Świata, współtwórca i prezes Stowarzyszenia Przemysłowców Polskich. Był ministrem ds. reprywatyzacji w kancelarii Lecha Wałęsy.
Jego żoną była mecenas Hanna Nowodworska-Grohman. Pochowany został w grobowcu rodzinnym na Starym Cmentarzu w Łodzi. 